# Vallabhbhai Patel
Vallabhbhai Patel (31 tháng 10 năm 1875 - 15 tháng 12 năm 1950) là một luật sư và chính khách Ấn Độ, một trong những người sáng lập Cộng hòa Ấn Độ. Ông đóng một vai trò chưa từng có trong cuộc đấu tranh giành độc lập của Ấn Độ và được xem là anh hùng dân tộc của nước này. Patel đã là Chủ tịch Đảng Quốc Đại Ấn Độ năm 1931, là Phó Thủ tướng kiêm Bộ trưởng Bộ Nội vụ đầu tiên của Cộng hòa Ấn Độ.

## Vinh danh
Tượng Thống nhất khắc hình Patel được làm bằng sắt và đồng cao 182m ở Kevadia, cao gấp đôi tượng Nữ thần Tự do ở Hoa Kỳ và gấp bốn lần tượng Jesus ở thành phố Rio de Janeiro là bức tượng cao nhất thế giới.
Sân bay quốc tế Sardar Vallabhbhai Patel được đặt theo tên ông.